# Жукаускас, Миндаугас
Миндаугас Жукаускас (лит. Mindaugas Žukauskas, род. 24 августа 1975 в Шяуляе) — бывший литовский баскетболист, чемпион Европы 2003 года и бронзовый призёр Олимпийских игр в Атланте. Выступал на позиции лёгкого форварда.

## Достижения

### В клубе
- Чемпион Евролиги 1998/1999
- Чемпион Литвы: 1998, 1999
- Победитель Кубка Европы: 1998
- Чемпион НЕБЛ: 1999
- Чемпион Словении: 2001
- Бронзовый призёр Евролиги: 2003 и 2004
- Чемпион Италии в серии А: 2004

### В сборной
- Чемпион Европы 2003
- Бронзовый призёр Олимпиады 1996

## Награды
- Кавалер Офицерского креста Ордена Великого князя Литовского Гядиминаса (1996)
- Командор Большого креста ордена «За заслуги перед Литвой» (2003)